# Ingaí
Ingaí är en kommun i Brasilien.   Den ligger i delstaten Minas Gerais, i den sydöstra delen av landet, 700 km sydost om huvudstaden Brasília. Antalet invånare är 2 636.
Omgivningarna runt Ingaí är huvudsakligen savann. Runt Ingaí är det glesbefolkat, med 8 invånare per kvadratkilometer.